# 大同郡
大同郡（：／ Taedong gun */?）是朝鮮民主主義人民共和國平安南道西南部的一個郡，位於首都平壤以西。面積300平方公里，2008年人口129,761人。下分1邑、1勞動者區、21里。

## 歷史
1914年平壤府被撤，設大同郡。